# Luis Silveira
Luis Víctor Silveira Muraña (Montevideo, 16 gennaio 1971) è un ex cestista uruguaiano.

## Carriera
Ha partecipato a sette edizioni dei Campionati americani maschili di pallacanestro (1995, 1997, 1999, 2001, 2003, 2005, 2007).